# Archives nationales du Cap-Vert
Les archives nationales du Cap-Vert (en portugais : Arquivo Nacional de Cabo Verde, sigle ANCV) est un organisme national dont le siège est situé dans le quartier Chã d'Areia de Praia au Cap-Vert.

## Présentation
Les archives nationales sont situées sur l'Avenida Combatentes da Liberdade da Patria dans l'ancien bâtiment des douanes construit en 1878,.
Les Archives historiques nationales (A.H.N.)  ont été créées en 1988, par le décret n° 123/88 du 31 décembre, avec pour mission principale de collecter, organiser, conserver et diffuser le patrimoine archivistique national. Dans les années 90, l'AHN était assimilée à Direction de Service des Archives, par Ordonnance nº 51/92 du 7 septembre. Le décret réglementaire nº 07/ 2003 du 13 octobre approuve les statuts de l' Institut des Archives historiques nationales, qui a vu son plan de postes, carrières et salaires (PCCS) approuvé par l'Ordonnance nº 25/2003 du 27 octobre. En 2014, les statuts des archives nationales du Cap-Vert (A.N.C.V) ont également été approuvés, dans le décret réglementaire n° 25/2014 du 27 juin, et enfin le Décret-loi nº 18/2020 – restructure les archives nationales du Cap-Vert (ANCV) qui deviennent l’Institut des Archives nationales du Cap-Vert (IANCV).

## Organisation
Les services d'archives du Cap-Vert comprennent trois structures : les archives (salles de traitement, de conservation et de restauration), la bibliothèque qui gère tous les périodiques, livres, monographies et brochures, de l'institution et de la salle de recherche ainsi que le musée des documents spéciaux, créé en 1991, qui conserve des collections liées à la philatélie, à la cartographie, à la numismatique et à la notaphilie.
L'institution dispose de l'autonomie administrative, financière et patrimoniale et est pilotée par trois organes : le Conseil d'Administration, le conseil technique scientifique et le commissaire unique.
Ces trois organes font partie de l'organigramme de l'IANCV : direction des services techniques ; direction de la recherche et de la communication documentaire ; et département de l’administration et des finances.
L'ANCV est chargée de sauvegarder la collection du patrimoine historique et documentaire du Cap-Vert, elle conserve des fonds documentaires pour l'État du Cap-Vert, dont des documents anciens provenant de diverses institutions qui faisaient partie de l'administration coloniale cap-verdienne. 
Ces archives occupent environ 6 000 mètres linéaires de rayonnages et sont constituées de registres et de documents produits principalement par les services de l'administration centrale, les municipalités, les églises, les greffes et les notaires et par les tribunaux,.